# 村上裕哉
村上 裕哉（むらかみ ゆうや、1984年9月5日 - ）は、日本の男性声優。愛知県出身。マウスプロモーション所属。

## 略歴
テレビアニメ『機動戦士ガンダムSEED』を見て、ラウ・ル・クルーゼ役の関俊彦に憧れて、声優を目指した。
アミューズメントメディア総合学院声優学科卒業。その後、AIR AGENCYワークショップを経てAIR AGENCYに所属。
2020年12月にAIR AGENCYの退所を発表し、2021年1月にマウスプロモーション所属となった。

## 人物
方言は名古屋弁。
趣味はショッピング、ゲーム、バスケ、カードゲーム（マジック:ザ・ギャザリング）、TVゲーム、カラオケ。
特技・資格はギター、水泳、普通自動車免許。

## 出演
太字はメインキャラクター。

### テレビアニメ
2010年
- カッコカワイイ宣言!
- ストライクウィッチーズ シリーズ（2010年 - 2020年、水兵C、パイロット） - 2シリーズ

2011年
- UN-GO（パーティー客、マニアの若者、廃墟の住人、AD、客）
- ウルヴァリン（組員）
- お兄ちゃんのことなんかぜんぜん好きじゃないんだからねっ!!（店員）
- ギルティクラウン（321号パイロット、春野巌、アンチボディズ、葬儀社構成員、管制官 他）
- 銀魂（2011年 - 2015年、手下、ニセ黒子野 / 鬼兵隊隊士B） - 2シリーズ
- ジェネレーター・レックス
- ダンボール戦機（2011年 - 2013年、森野シュウ、整備員、コスプレパフォーマー、所員B、湧井伸太） - 3シリーズ
- ちはやふる（2011年 - 2020年、男子生徒、山川、宅間、栗山勇〈栗山先生〉 他） - 3シリーズ
- とある魔術の禁書目録 シリーズ（2011年 - 2019年、ハウンドドッグ、メンテ要員、トマス＝プラチナバーグ） - 2シリーズ
- NO.6（男子B、治安局員B、チンピラB、治安局員、NO.6職員、研究員B）
- HUNTER×HUNTER（第2作）（オヤジ、ウモリ、ニック＝キュー、サバズシ、ウォン、バルダー、ブロヴーダ、ユンジュ 他）
- Fate/Zero（アサシン）
- べるぜバブ（ウサギ（着ぐるみ）、不良C、高島）
- マイの魔法と家庭の日（行員）
- マケン姫っ!（男子生徒）
- ましろ色シンフォニー（男子生徒）

2012年
- アクエリオンEVOL（オペレーター男子、警備兵 他）
- 頭文字D Fifth Stage（美佳のコーチ）
- うぽって!!（コーヘイC）
- カンピオーネ! 〜まつろわぬ神々と神殺しの魔王〜（死せる従僕B）
- 黒子のバスケ（教師、坂崎、黒田、諏佐佳典、お好み焼き屋店長 他）
- CØDE:BREAKER（青木）
- 獣旋バトル モンスーノ（クイーグ、店主、老人、パイロット、議員 他）
- ジョジョの奇妙な冒険（2012年 - 2023年、店員、兵士B、給仕、武器係コンビA 他） - 4シリーズ
- じょしらく（土星人の声）
- 戦国コレクション（ガラの悪い男）
- トータル・イクリプス（運転手、整備兵B、テロリストB、テロ兵B）
- マギ（隊商長、従者B、蝶おじさん、魔導士A 他）
- マジでオタクなイングリッシュ!りぼんちゃん 〜英語で戦う魔法少女〜（タンク）
- モーレツ宇宙海賊（客船クルー、旅客）

2013年
- RDG レッドデータガール（大学生B）
- アイカツ!（記者）
- 犬とハサミは使いよう（アナウンサー）
- ガイストクラッシャー（男）
- ガンダムビルドファイターズ（解説者、研究者、主治医）
- 神さまのいない日曜日（劇団員、生徒、街の男）
- 機巧少女は傷つかない（警備員B）
- 黒子のバスケ（松本樹、生徒、審判）
- ダンボール戦機WARS（ブルース・ブラドー）
- 琴浦さん（男子生徒B）
- 進撃の巨人（イアン、魚屋、兵士、眼鏡の教官、兵2）
- はじめの一歩 Rising（2013年 - 2014年、河辺、レフェリー）
- BLAZBLUE ALTER MEMORY（通信の声）
- ポケットモンスター THE ORIGIN
- マジでオタクなイングリッシュ!りぼんちゃん the TV（タンク、プロデューサーC）

2014年
- 犬猫アワー 47都道府犬R&にゃ〜めん（男1、司令）
- 失われた未来を求めて（男子生徒）
- M3〜ソノ黒キ鋼〜（父）
- カードファイト!! ヴァンガード レギオンメイト編（フィリップ・ネーヴ）
- ガンダムビルドファイターズトライ（マスダ・ゴロウ）
- 繰繰れ! コックリさん（本屋の声）
- 寄生獣 セイの格率（上条）
- キャプテン・アース（観客）
- 幕末Rock
- FAIRYTAIL（村長）
- プピポー!（首つり幽霊）
- ブラック・ブレット（担任）
- 妖怪ウォッチ（2014年 - 2023年、のぼせトンマン、インチキン、キャプテンサンダー、エコロ爺、ニクヤ鬼、ふあんかん、カクさん、オッタマゲーター、レインボーン、決めて魔王、ストーン、マルダー、こしパンダ、巨大サンタ 他） - 3シリーズ

2015年
- うしおととら（税関職員、作業員B、妖怪B、法力僧C、作業員A 他）
- ガンスリンガー ストラトス（アディオス、官僚、オペレーター、研究員）
- GATE 自衛隊 彼の地にて、斯く戦えり（TVスタッフ、研究生、男）
- 血界戦線（ラーメン屋店長）
- コンクリート・レボルティオ〜超人幻想〜（2015年 - 2016年、上司、強盗団、警察官、金春清昭） - 2シリーズ
- 進撃!巨人中学校（イアン）
- ダンジョンに出会いを求めるのは間違っているだろうか（2015年 - 2020年、仲間A、レーメル、イケロス団員） - 2シリーズ
- To LOVEる -とらぶる- ダークネス 2nd（ブワッツ）
- BAR 嫌われ野菜（ゴーヤ）
- ローリング☆ガールズ（三好安夫）

2016年
- アクティヴレイド -機動強襲室第八係- 2nd（新宿署員）
- 競女!!!!!!!!（実況、ナレーション、ケルベロス）
- 甲鉄城のカバネリ（武士、服部、民人）
- 最弱無敗の神装機竜（野盗A）
- スカーレッドライダーゼクス（スタッフB）
- 聖戦ケルベロス 竜刻のファタリテ（客、副官、オーク、武具屋店主、部下B、軍団A）
- タイムボカン24（警官たち）
- DAYS（国母みつる、栄二の友人、主審）
- テラフォーマーズ リベンジ（リュウイチ・ロブソン）
- ファンタシースターオンライン2 ジ アニメーション（教師）
- プリンス・オブ・ストライド オルタナティブ（実況）
- 僕のヒーローアカデミア（巨大ヴィラン、先生）
- マクロスΔ（ヴァール、新統合軍パイロット、裁判官A）

2017年
- 鬼平（番頭）
- パズドラクロス（ドミニオンA）
- アリスと蔵六（歩の父）
- 神撃のバハムート VIRGIN SOUL（兵士、男看守）
- プリンセス・プリンシパル（博士）
- 魔法陣グルグル（盗賊A、盗賊B、ヌマーク）
- いぬやしき（男子高生、男子、ヤンキー、ヤクザ、男子生徒 他）
- それいけ!アンパンマン（2017年 - 2019年、旅人、村人）
- 探偵オペラ ミルキィホームズ アルセーヌ 華麗なる欲望（人間椅子）

2018年
- 宇宙よりも遠い場所（記者、先生）
- 斉木楠雄のΨ難（救助隊A、男子生徒A、笠松、ヤンキー、執事）
- カードキャプターさくら クリアカード編（宮古先生）
- りゅうおうのおしごと!（記録係）
- ソードアート・オンライン オルタナティブ ガンゲイル・オンライン（Nagama、Dominic）
- 銀河英雄伝説 Die Neue These 邂逅（教師）
- 妖怪ウォッチ シャドウサイド（2018年 - 2019年、寸胴丸、漫才師B、謎の声、白秋）
- 鹿楓堂よついろ日和（TV番組の司会）
- 覇穹 封神演義（妖怪）
- ポケットモンスター サン&ムーン（リベンジャーズ）
- 夢王国と眠れる100人の王子様（客B）
- ゆらぎ荘の幽奈さん（僧兵）
- Back Street Girls -ゴクドルズ-（カメラマン）
- 天狼 Sirius the Jaeger（穏健派ストラゴル、百虎党員）
- Phantom in the Twilight（運転手）
- 若おかみは小学生!（若主人）
- 転生したらスライムだった件（兵士、ケーニッヒ、伝令）
- 叛逆性ミリオンアーサー（男E、ブルー）
- となりの吸血鬼さん（映画の吸血鬼）
- ゴールデンカムイ（2018年 - 2020年、囚人、大泊の住人、観客） - 2シリーズ

2019年
- revisions リヴィジョンズ（駅員、牟田一派1、コマンダー〈回想〉）
- ガーリー・エアフォース（オペレーター）
- えんどろ〜!（アカクネ）
- からくりサーカス（黒賀衆）
- 魔法少女特殊戦あすか（ケンジョウ）
- ワンパンマン（テジナーマン、カオハギ、ボルテーン）
- 爆丸バトルプラネット（2019年 - 2020年、シンディウス、スタッフ、警備隊長）
- Fairy gone フェアリーゴーン（カルオー兵、部隊長、守備隊長、匪賊、側近） - 2シリーズ
- ロード・エルメロイII世の事件簿 -魔眼蒐集列車 Grace note-（民兵）
- Dr.STONE（不良高校生、ウンモ）
- けだまのゴンじろー（クラー毛ン）
- アイカツフレンズ! 〜かがやきのジュエル〜（老人）
- 通常攻撃が全体攻撃で二回攻撃のお母さんは好きですか?（手下A、仲間A、ウマモンスター）
- 戦姫絶唱シンフォギアXV（職員A）
- 彼方のアストラ（兵士）
- ありふれた職業で世界最強（店主）
- 慎重勇者〜この勇者が俺TUEEEくせに慎重すぎる〜（武器屋の店主、ケボノ）
- あひるの空（2019年 - 2020年、不良、丸高生徒、北住部員、先生）
- ぼくたちは勉強ができない!（試験官）
- 星合の空（曽我潤）
- 食戟のソーマ シリーズ（2019年 - 2020年、男性客、シャヒ老師） - 2シリーズ

2020年
- ソマリと森の神様（食堂の常連客）
- バビロン（護衛D）
- ダーウィンズゲーム（エイスメンバーC、エイスメンバーA）
- 白猫プロジェクト ZERO CHRONICLE（グローザ手下A、アチベー）
- A3!（通行人、犯人） - 2シリーズ
- グレイプニル（岡本）
- 妖怪学園Y 〜Nとの遭遇〜（魚キングデッド、魚キングデッド－ファイナル－）
- モンスター娘のお医者さん（声2、賊A）
- Re:ゼロから始める異世界生活（2020年 - 2021年、老人、トカク） - 2シリーズ
- とある科学の超電磁砲T（店員、男性）
- キングスレイド 意志を継ぐものたち（2020年 - 2021年、グラン）
- アイドリッシュセブン Second BEAT!（CMナレーション）
- 池袋ウエストゲートパーク（堀口）

2021年
- ホリミヤ（中学校の先生）
- スケートリーディング☆スターズ（係員）
- ひぐらしのなく頃に業（防護服の男）
- 86-エイティシックス-（ハンドラー、ブラックバード） - 2シリーズ
- EDENS ZERO（2021年 - 2023年、狩人ボット、ニパ、エルシーの部下、アンドリュー、ファビアーノ 他） - 2シリーズ

2022年
- 薔薇王の葬列（ジャック、民B）
- その着せ替え人形は恋をする（店員）
- もっと!まじめにふまじめ かいけつゾロリ（レポーター）
- Engage Kiss（レジェストンホテルオーナー、鑑識）
- ヤマノススメ Next Summit（スタッフ）

2023年
- 便利屋斎藤さん、異世界に行く（社長、衛兵）
- もういっぽん!
- 漣蒼士に純潔を捧ぐ（眉傷の男、男性）
- 名探偵コナン（2023年 - 2024年、上司、窃盗犯）
- 盾の勇者の成り上がり Season3（コロシアム観客、ゼルトブル薬屋店主）
- 冒険者になりたいと都に出て行った娘がSランクになってた（執事）

2024年
- 月刊モー想科学（記者）
- 治癒魔法の間違った使い方（王国兵E、王国兵B）
- アイドルマスター シャイニーカラーズ（AD）
- FAIRY TAIL 100年クエスト（町人、兵士）
- ネガポジアングラー（駅員）
- シャングリラ・フロンティア（船長）
- るろうに剣心 -明治剣客浪漫譚- 京都動乱（2024年 - 2025年、侍、野盗、警官、町人、志々雄の部下）

2025年
- 甘神さんちの縁結び（男子生徒）
- グリザイア:ファントムトリガー（ハリー）
- 完璧すぎて可愛げがないと婚約破棄された聖女は隣国に売られる（ピエール）

### 劇場アニメ
2006年
- アタゴオルは猫の森

2011年
- 劇場版 マクロスF 恋離飛翼〜サヨナラノツバサ〜
- 鋼の錬金術師 嘆きの丘の聖なる星（囚人）
- マルドゥック・スクランブル 燃焼（青年）

2012年
- 青の祓魔師 ―劇場版―

2013年
- 劇場版 とある魔術の禁書目録 -エンデュミオンの奇蹟-（アンチスキル）

2014年
- 劇場版 カードファイト!! ヴァンガード ネオンメサイア（フィリップ・ネーヴ）
- 劇場版『進撃の巨人』 前編 〜紅蓮の弓矢〜（イアン）

2015年
- 映画かいけつゾロリ うちゅうの勇者たち

2018年
- 劇場版マクロスΔ 激情のワルキューレ
- 劇場版Infini-T Force/ガッチャマン さらば友よ（隊員C）
- 劇場版ポケットモンスター みんなの物語（研究員）
- 若おかみは小学生!
- モンスターストライク THE MOVIE ソラノカナタ（委員）

2019年
- 甲鉄城のカバネリ 海門決戦（ゲントウ、服部）
- 映画 妖怪学園Y 猫はHEROになれるか（トグロス）

2020年
- 人体のサバイバル!（警備員）

2021年
- サイダーのように言葉が湧き上がる
- アイの歌声を聴かせて（柔道部員）

2022年
- あんさんぶるスターズ!!-Road to Show!!-（スケート男性）

### OVA
- Angel's Feather（2006年）
- アイアンマン:ライズ・オブ・テクノヴォア（2013年）
- 東京喰種トーキョーグール【JACK】（2015年、暴走族）
- ストライク・ザ・ブラッド（2019年 - 2020年、通信兵、手下、ラジオ音声） - 2シリーズ
- Re:ゼロから始める異世界生活 氷結の絆（2019年、チャップの部下）

### Webアニメ
- ベイウォーリアーズ サイボーグ（2015年、訓練生B）
- 弱酸性ミリオンアーサー（2016年、カログレナント）
- ガンダムビルドダイバーズRe:RISE（2019年 - 2020年、ネ・ルージュ、教授、エルドラの民） - 2シリーズ
- 斉木楠雄のΨ難 Ψ始動編（2019年、ウィンド、男子生徒A、磯貝）
- 爆丸アーマードアライアンス（2020年 - 2021年、警備員、シンディウス、イヴァン、バイスロックス、ファンゴル、ブローラーB）
- 爆丸ジオガンライジング（2022年、ベヒモス）
- マウスどうぶつえん（2022年、イノシシのゆうや）
- BULLET/BULLET（2025年、職員[32]、警官[31]、酔っ払い[33]）

### ゲーム
2006年
- そしてこの宇宙にきらめく君の詩

2009年
- アラド戦記

2010年
- のーふぇいと! 〜only the power of will〜

2011年
- たんていぶ
- とある科学の超電磁砲（守衛）
- 猛獣使いと王子様〜Snow Bride〜

2012年
- ギルティクラウン　ロストクリスマス
- 黒子のバスケ キセキの試合（諏佐佳典）
- ディアブロ3
- バイオハザード オペレーション・ラクーンシティ
- フォトカノ

2013年
- 蒼穹のスカイガレオン（アジダハーカ、ウラノス、キマイラ）
- 妖怪ウォッチ（のぼせトンマン、おのぼり黒トン）
- ダンボール戦機ウォーズ（ブルース・ブラドー）
- 死神所業〜怪談ロマンス〜

2014年
- 乖離性ミリオンアーサー（カログレナント、ゴルロイス）
- 黒子のバスケ 勝利へのキセキ（諏佐佳典）
- 進撃の巨人〜人類最後の翼〜CHAIN（イアン）
- BLACK CODE ブラック・コード
- 妖怪ウォッチ2 元祖/本家/真打（のぼせトンマン、おのぼり黒トン）

2015年
- 黒子のバスケ 未来へのキズナ（諏佐佳典）
- 里見八犬伝 村雨丸之記
- 深夜0時、素顔の執事（松葉智希）
- 蒼穹のスカイガレオン（ゼウス）
- 雷子（黄皓）
- 妖怪ウォッチバスターズ 赤猫団/白犬隊（のぼせトンマン、キャプテンサンダー、日ノ神のしもべ社員 他）
- 妖怪ウォッチ ぷにぷに

2016年
- カードファイト!! ヴァンガードG ストライド トゥ ビクトリー!!（フィリップ・ネーヴ）
- 進撃の巨人（イアン）
- 蒼穹のスカイガレオン（アジダハーカ、ダハーカ、フェリドゥーン）
- 妖怪三国志
- 妖怪ウォッチ3 スシ/テンプラ/スキヤキ（インチキン、エコロ爺、オッタマゲーター、カクさん、こしパンダ、ステーキング、ニクヤ鬼、ふあんかん、レインボーン、決めて魔王、オタカラもどき、びしゃがつく 他）

2017年
- 妖怪ウォッチバスターズ2 秘宝伝説バンバラヤー ソード/マグナム（ストーン 他）
- デウスエクス マンカインド・ディバイデッド

2018年
- 妖怪三国志 国盗りウォーズ
- 進撃の巨人2（イアン・ディートリッヒ、主人公・男・タイプ7）
- 名探偵ピカチュウ
- プリンセスコネクト！Re:Dive（フォギー）

2019年
- 妖怪ウォッチ4 ぼくらは同じ空を見上げている / 4++（寸胴丸、白秋、のぼせトンマン 他）
- 妖怪ウォッチ1 for Nintendo Switch（のぼせトンマン、おのぼり黒トン）

2020年
- 妖怪学園Y 〜ワイワイ学園生活〜（佐須田カナデ、ヘビ魔獣、魚キングデッド、魚キングデッド -ファイナル-、トグロス）
- 逆転オセロニア（アマツミカボシ）
- キャプテン翼 RISE OF NEW CHAMPIONS（レオン・ディック）

2021年
- ジャックジャンヌ
- 妖怪ウォッチ1 スマホ（のぼせトンマン、おのぼり黒トン）

2022年
- ファイナルファンタジーXIV（ナブディーン、ラールガー、パンデモニウム）
- モンスターストライク（数見算四郎）
- SDガンダム バトルアライアンス（連邦指揮官B、ジオン指揮官B、ジオン残党指揮官B、ホワイトファング指揮官、ザフト指揮官〈SEED〉A）
- 機動戦士ガンダム 鉄血のオルフェンズG（脱獄犯）

2024年
- グランブルーファンタジー リリンク
- プロジェクトセカイ カラフルステージ! feat. 初音ミク（2024年）
- ホーリーアンデッド 〜非モテでぼっちの死霊術士が、聖女に転生してお友達を増やします〜（フランケル＝【黄泉の王】＝リーンバルド）

### ドラマCD
- あさひるばん
- イベリコ豚と恋と椿。（伊賀、増田）
- イベリコ豚と恋の奴隷。（吉本輝樹）
- かごめ（川上刑事）
- セクシャル・ハンター・ライオット（壱原鵜月）
- ZONE-00
- 百器徒然袋（司喜久男、信濃銑次郎）
- 文豪シリーズ 「吾輩たちは文豪である」
- 文豪バトルロワイアル

### BLCD
- 嘘つきボーイフレンド〜本気のボーイフレンド〜
- 声はして涙は見えぬ濡れ烏（凛の父）
- 下がってお待ち下さい（アナウンス）
- 支配者の恋（菅沼）
- 好きなひとほど（部長）
- 生徒会長に忠告 5（飯島）
- そんな目で見てくれ（網島）
- ダブル・バインド 2（光田匡人）
- できちゃった男子 波留日編（先輩）
- 召し上がれ愛を（上司）

### 吹き替え

#### 映画
- アイアンクラッド ブラッド・ウォー
- 悪魔の存在を証明した男（マイケル）
- カリキュレーター（エルヴィン・カン）
- 完全なる報復
- キャプテン・シンドバッド
- クロコダイル
- 恋はしないより、したほうがマシ（ジャン〈ウィリアム・シャトナー〉）
- Saints & Strangers（オールデン）
- ザ・サイレント・ウォー 戦場の絆（ジンジャー）
- スティール・サンダー（ランキン、ブキャナン[47]）
- 潜入黒社会
- ゾンビーバー（スミス）
- タッチ・オブ・スパイス
- ダブリン上等!
- 沈黙の神拳 トゥルージャスティス PART6
- ナイトメア・アリー[48]
- HEAVEN ヘブン（朝鮮語版）
- ベルリン・クラッシュ
- リーカー 地獄のモーテル（ラドフォード〈エリック・メビウス〉）

#### ドラマ
- コールドケース7 ザ・ファイナル（若いホセ）
- ゾウズ・フー・キル2 殺意の深層
- チャン・オクチョン（ヒョジョン）
- トランスポーター ザ・シリーズ（クンスト）
- ラブ・イズ・ブラインド 〜外見なんて関係ない?!〜 シーズン5

#### アニメ
- SING/シング（ピート）
- ドルフィン 太陽の秘密と夢の冒険（ルーシャス、ナレーション）
- ナタ転生

### ラジオCD
- ラジオCD「立ち上がれ!僕らのヴァンガード」Vol.13（録りおろし特別版ゲスト）[49]

### 特撮
- 特命戦隊ゴーバスターズ（2012年、スプレーロイド2の声）

### ナレーション
- お茶日和

### ボイスオーバー
- 世紀の瞬間　未解決事件
- ドクターアリスが教える長寿の秘密
- 日経スペシャル 未来世紀ジパング〜沸騰現場の経済学〜
- BS世界のドキュメンタリー
- ぶっこみジャパニーズ5

### パチスロ
- マーベルヒーローズ（ウルヴァリン）

### デジタルコミック
- VOMIC 激辛! カレー王子（ナレーション）
- +Voice 吸血姫 ヴァンパイア・プリンセス（修学院（結衣の父））
- +Voice ANGEL PARA BELLUM エンジェルパラベラム
- +Voice プピポー!
- +Voice マップスネクストシート（金子二輝）
- A-koe アパルトめいと（友人1）[50]
- ヤンジャンTV 王立魔法学園の最下生（2021年、グレゴリー）
- ジャンプチャンネル アヤシモン（2022年、力士、化け狸）
- ジャンプチャンネル SAKAMOTO DAYS（2022年、ミニマリスト）
- アンジェンテ オメガのおれの嘘つきくすり指（2023年、バイトの店長、式場の客1、本社の社員、葛西父）[51]

### シリーズ一覧
1. ↑  第2期『2』（2010年）、第3期『ROAD to BERLIN』（2020年）
2. ↑  第2期『銀魂’』（2011年）第3期『銀魂ﾟ』（2015年）
3. ↑  第1期（2011年）、第2期『W』（2012年 - 2013年）、第3期『WARS』（2013年）
4. ↑  第1期（2011年 - 2012年）、第2期『2』（2013年）、第3期『3』（2019年 - 2020年）
5. ↑  第2期『II』（2011年）、第3期『III』（2018年 - 2019年）
6. ↑  1st Season（2012年 - 2013年）、4th Season『黄金の風』（2018年 - 2019年）、5th Season『ストーンオーシャン』第1クール（2022年）、5th Season『ストーンオーシャン』第2クール（2022年）、5th Season『ストーンオーシャン』第3クール（2023年）
7. ↑  『妖怪ウォッチ』（2014年 - 2018年）、『妖怪ウォッチ!』（2019年）、『妖怪ウォッチ♪』（2021年 - 2023年）
8. ↑  第1期（2015年）、第2期『THE LAST SONG』（2016年）
9. ↑  第1期（2015年）、第3期『III』（2020年）
10. ↑  第二期（2018年）、第三期（2020年）
11. ↑  第1クール（2019年）、第2クール（2019年）
12. ↑  第4期『神ノ皿』（2019年）、第5期『豪ノ皿』（2020年）
13. ↑  SEASON SPRING & SUMMER（2020年）、SEASON AUTUMN & WINTER（2020年）
14. ↑  第2期前半クール（2020年）、第2期後半クール（2021年）
15. ↑  第1クール（2021年）、第2クール（2021年）
16. ↑  第1期（2021年）、第2期（2023年）